# Усов (Шумперк)
Усов (чеш. Úsov) град је у Чешкој Републици. Град се налази у управној јединици Оломоуцки крај, у оквиру којег припада округу Шумперк.

## Становништво
Према подацима о броју становника из 2014. године град је имао 1.240 становника.